# Bura (geslacht)
Bura is een geslacht van kevers uit de familie lieveheersbeestjes (Coccinellidae).

## Soorten
Deze lijst is mogelijk niet compleet.
- B. cuprea (Mulsant, 1850)